# Spielothek-Cup 2017
Der Spielothek-Cup 2017 war die 29. Austragung des Handballwettbewerbs und wurde am 12. und 13. August 2017 in den ostwestfälischen Städten Minden und Lübbecke in Nordrhein-Westfalen ausgetragen.
Der TBV Lemgo setzte sich im Finale mit 30:27 (14:16) Toren gegen die TSV Hannover-Burgdorf durch und gewann seinen insgesamt sechsten Titel. Den dritten Platz sicherte sich GWD Minden mit 26:25 (12:12) gegen den TuS N-Lübbecke im Mühlenkreis-Derby. Torschützenkönig wurde Hannovers Lars Lehnhoff mit 13 Toren.

## Modus
Es wurde mit vier Mannschaften im K.-o.-System mit zwei Halbfinalspielen, dem Spiel um Platz drei sowie dem Finale gespielt. Die Spielzeit betrug 2 × 30 Minuten. Bei unentschiedenem Ausgang nach Ablauf der regulären Spielzeit sollte es eine Verlängerung von 2 × 5 Minuten geben. Bei Unentschieden nach Ablauf der Verlängerung ein Siebenmeterwerfen. Beim ersten Halbfinale zwischen dem TuS N-Lübbecke und dem TBV Lemgo einigten sich beide Mannschaften jedoch darauf keine Verlängerung zu spielen und den Sieger direkt per Siebenmeterwerfen zu ermitteln.

## Spiele

### Halbfinale
| 12. August 2017 17:30 Uhr | TuS N-Lübbecke                | 26:27 n. S.      | TBV Lemgo                    | Kampa-Halle, Minden Zuschauer: 500 Schiedsrichter: Julian Fedtke, Niels Wienrich |
| 12. August 2017 17:30 Uhr | meiste Tore: Bagarić (5 Tore) | (12:10), (23:23) | meiste Tore: Hornke (8 Tore) | Kampa-Halle, Minden Zuschauer: 500 Schiedsrichter: Julian Fedtke, Niels Wienrich |
| 12. August 2017 17:30 Uhr | Strafen: 3× 2×                | Spielbericht     | Strafen: 2×                  | Kampa-Halle, Minden Zuschauer: 500 Schiedsrichter: Julian Fedtke, Niels Wienrich |

| 12. August 2017 19:30 Uhr | GWD Minden                            | 22:25        | TSV Hannover-Burgdorf           | Kampa-Halle, Minden Zuschauer: 500 Schiedsrichter: Martin Thöne, Marijo Zupanovic |
| 12. August 2017 19:30 Uhr | meiste Tore: Rambo, Svitlica (5 Tore) | (14:15)      | meiste Tore: Lehnhoff (11 Tore) | Kampa-Halle, Minden Zuschauer: 500 Schiedsrichter: Martin Thöne, Marijo Zupanovic |
| 12. August 2017 19:30 Uhr | Strafen: 4× 6× 1×                     | Spielbericht | Strafen: 3× 4×                  | Kampa-Halle, Minden Zuschauer: 500 Schiedsrichter: Martin Thöne, Marijo Zupanovic |

### Spiel um Platz 3
| 13. August 2017 15:00 Uhr | TuS N-Lübbecke                  | 25:26        | GWD Minden                               | Merkur Arena, Lübbecke Zuschauer: 1.000 Schiedsrichter: Julian Fedtke, Niels Wienrich |
| 13. August 2017 15:00 Uhr | meiste Tore: Zetterman (8 Tore) | (12:12)      | meiste Tore: Südmeier, Svitlica (5 Tore) | Merkur Arena, Lübbecke Zuschauer: 1.000 Schiedsrichter: Julian Fedtke, Niels Wienrich |
| 13. August 2017 15:00 Uhr | Strafen: 4× 1×                  | Spielbericht | Strafen: 4× 2×                           | Merkur Arena, Lübbecke Zuschauer: 1.000 Schiedsrichter: Julian Fedtke, Niels Wienrich |

### Finale
| TBV Lemgo | TBV Lemgo | TSV Hannover-Burgdorf | TSV Hannover-Burgdorf |
| | Finale 13. August 2017, 17:00 Uhr in Lübbecke (Merkur Arena) Ergebnis: 30:27 (14:16) Zuschauer: 1.000 |                       |                       |
| Mark van den Beucken, Peter Johannesson – Andrej Kogut (4), Isaías Guardiola (4), Dominik Ebner (2), Fabian van Olphen (3), Christoph Theuerkauf, Tim Hornke (3), Robin Hübscher (2), Tim Suton (2), Donát Bartók, Asat Waliullin (6), Christian Klimek (3), Patrick Zieker (1) Trainer: Florian Kehrmann ( Deutschland) | Malte Semisch, Jonas Wilde – Torge Johannsen (2), Mait Patrail (5), Evgeni Pevnov (2), Lars Lehnhoff (2/2), Kai Häfner (5), Fabian Böhm, Vincent Büchner (2), Morten Olsen (3), Ilija Brozović (4), Sven-Sören Christophersen, Dominik Kalafut, Timo Kastening (2) Trainer: Antonio Carlos Ortega ( Spanien) |                       |                       |

## Statistiken

### Torschützenliste
| Pl. | Spieler             | Verein                | Tore | FT | 7m | T/S |
| --- | ------------------- | --------------------- | ---- | -- | -- | --- |
| 1   | Lars Lehnhoff       | TSV Hannover-Burgdorf | 13   | 2  | 11 | 6,5 |
| 2   | Tim Hornke          | TBV Lemgo             | 11   | 5  | 6  | 5,5 |
| 3   | Aleksandar Svitlica | GWD Minden            | 10   | 9  | 1  | 5   |
|     | Pontus Zetterman    | TuS N-Lübbecke        | 10   | 6  | 4  | 5   |
| 5   | Kai Häfner          | TSV Hannover-Burgdorf | 9    | 9  | 0  | 4,5 |
|     | Jens Bechtloff      | TuS N-Lübbecke        | 9    | 7  | 2  | 4,5 |
| 7   | René Gruszka        | TuS N-Lübbecke        | 8    | 7  | 1  | 4   |
|     | Christoffer Rambo   | GWD Minden            | 8    | 5  | 3  | 4   |

FT – Feldtore, 7m – Siebenmeter-Tore, T/S – Tore pro Spiel

## Aufgebote
| TBV Lemgo | TSV Hannover-Burgdorf | GWD Minden |
| Piotr Wyszomirski Mark van den Beucken Peter Johannesson Andrej Kogut Isaías Guardiola Dominik Ebner Fabian van Olphen Christoph Theuerkauf Tim Hornke Robin Hübscher Tim Suton Jari Lemke Donát Bartók Asat Waliullin Christian Klimek Patrick Zieker | Malte Semisch Jonas Wilde Torge Johannsen Mait Patrail Evgeni Pevnov Lars Lehnhoff Kai Häfner Fabian Böhm Vincent Büchner Morten Olsen Ilija Brozović Sven-Sören Christophersen Dominik Kalafut Timo Kastening | Espen Christensen Kim Sonne Anton Månsson Charlie Sjöstrand Christoffer Rambo Mats Korte Sören Südmeier Miljan Pušica Magnus Gullerud Marian Michalczik Lukas Kister Aleksandar Svitlica Dalibor Doder Andreas Cederholm Nenad Bilbija |
| Florian Kehrmann (Trainer) | Antonio Carlos Ortega (Trainer) | Frank Carstens (Trainer) |

### 4.Platz:TuS N-Lübbecke
| - Péter Tatai - Joel Birlehm - Jó Gerrit Genz - Ante Kaleb | - Jens Bechtloff - Łukasz Gierak - Marko Bagarić - René Gruszka | - Nils Torbrügge - Moritz Schade - Pontus Zetterman - Kenji Hövels | - Tim Remer |

Trainer: Aaron Ziercke